# Guy Babylon
Guy Babylon (New Windsor (Maryland), 20 de diciembre de 1956 – 2 de septiembre de 2009) fue un teclista y compositor estadounidense, conocido principalmente por tocar en la banda de Elton John.  

## Biografía
Babylon estudió en el Francis Scott Key High School antes de entrar en la Universidad del Sur de Florida, donde se licenció en composición musical en 1979. Después de su graduación, se trasladó a Los Ángeles. En 1988, se unió a la banda de Elton John, apareciendo en el álbum Sleeping with the Past. En 1990, tocó con el grupo Warpipes, un proyecto del miembro del grupo de Elton John Davey Johnstone. También partcipó en proyectos de otros grupos como Mike Pinera, Iron Butterfly, Blues Image, Luis Cardenas o Renegade.
Babylon también arregló algunas de las introducciones de Elton John como "Bennie and the Jets" o "Pinball Wizard". En 2001, Babylon ganó el Premio Grammy por su contribución en el musical de Elton John y Tim Rice Aida. Babylon también trabajó en el musical de Elton John y Bernie Taupin Lestat, (basada en las novelas de Anne Rice). Hasta su muerte, vivió en Los Ángeles con su mujer e hijos y fue miembro de la banda de Elton John. Murió a causa de un infarto de corazón el 2 de septiembre de 2009 mientras nadaba en una piscina.